# Wenzl (Adelsgeschlecht)
Die Wenzl (auch Wentzl, Wenzel) waren ein (süd)tiroler Patriziergeschlecht, das im 16. und 17. Jahrhundert durch Handel, Bergbau und Verwaltung zu Ansehen gelangte. Im Jahr 1664 wurde Johann Baptist von Wenzl in den rittermäßigen Reichsadelsstand erhoben. Ein späterer Zweig der Familie wurde 1684 unter dem Namen Sternbach zum Stock und Luttach in den Freiherrnstand erhoben. Beide Linien bestehen bis heute fort und lassen sich genealogisch auf Pankratius Wenzl im 16. Jahrhundert zurückführen.

Wappen der Herren von Wenzl, bekrönt mit der Rangkrone des Heiligen Römischen Reiches des rittermäßigen Adels (fünf sichtbare Zinken mit Perlen).

## Allgemein
Die Herren von Wenzl (auch Wentzl, Wenzel) sind ein aus Tirol stammendes Adelsgeschlecht im Reichsritterstand, das im 16. und 17. Jahrhundert durch Handel, Bergbau und Verwaltung zu Ansehen gelangte. Die Familie ist genealogisch verwandt mit den Sternbach zum Stock und Luttach, führt jedoch eine eigenständige Linie unter dem Namen von Wenzl.

## Geschichte
Die Familie Wenzl geht auf Pankratius Wenzl zurück, der als salzburgischer Pfleger auf Schloss Lengberg im heutigen Osttirol amtierte. Sein Sohn Stephan Wenzl, zog als Kaufmann nach Bruneck und bewohnte das ihm gehörende Haus Nr. 107; 1586 wurde er Bürgermeister der Stadt. Dessen Sohn Andreas, geb. 1586, war Besitzer der vier Stadthäuser Nr. 107, Nr. 106, Nr. 105 und Nr. 104.
Am 12. Jänner 1664 erhielt die Familie von Kaiser Leopold I. in Regensburg ein Adelsdiplom, das den rittermäßigen Reichsadelsstand im Heiligen Römischen Reich und in den österreichischen Erblanden bestätigte.
Um 1670 erwarb Stephan von Wenzl den Edelsitz Ragen von der Familie Kirchmaier zu Ragen, deren Linie in Bruneck ausgestorben war. Er baute das Ragenhaus im Renaissancestil um und ließ einen Innenhof anlegen. 1679 erwarb er zusätzlich den Ansitz Getreuenstein in Dietenheim. Seither führte die Familie das Prädikat "zu Kirchegg, Ragen und Getreuenstein".
Ein späterer Zweig der Familie wurde 1684 in den Freiherrnstand erhoben und nannte sich fortan Sternbach zum Stock und Luttach.

## Wappen

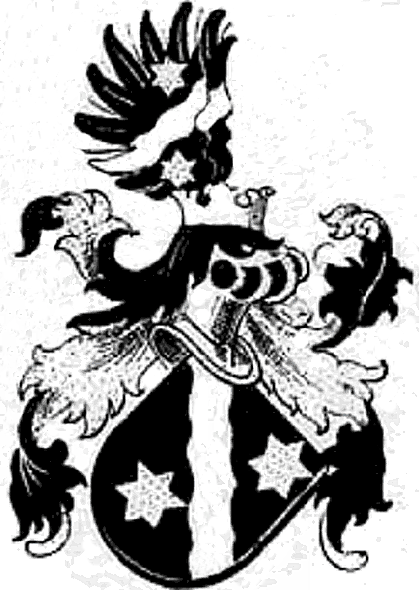
Wappen derer von Wenzl von 1571
Wappen derer von Wenzl, gemäß Adelsbrief mit Wappenbesserung 1664

### Stammwappen von 1571
Schwarzes Schild mit einem schräg verlaufenden silbernen Balken, begleitet von je einem goldenen sechsstrahligen Stern oben links und unten rechts.

### Wappen laut Adelsdiplom von 1664
Ein Schild mit einem natürlichen Wasserstrom von links oben nach rechts unten; im oberen und unteren Feld je ein achtzackiger goldener Stern. Auf dem Schild ruht ein Turnierhelm mit königlicher Krone und gelb-schwarz-blau verschlungenen Helmdecken. Der Helm trägt einen schwarzen Adlerflug, in dem ein blauer Wasserstrom verläuft und ein achtzackiger goldener Stern darüber und darunter platziert ist.

## Sichtbares Erbe

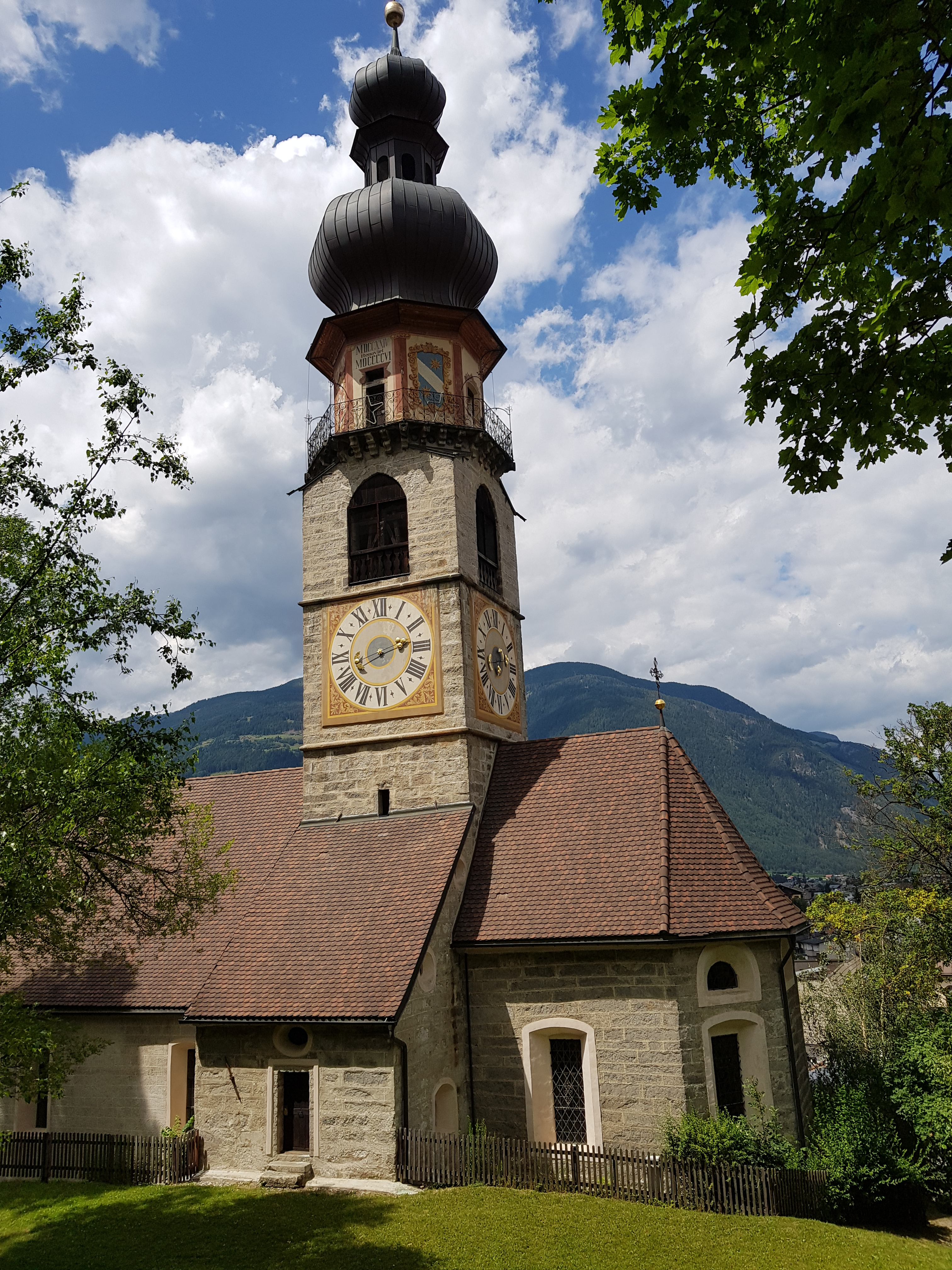
Turm der Rainkirche mit dem Wappen der Familie Wenzl (oben mittig)

1724 wurden nach der Renovierung die Wappen von Tirol, Bruneck, Spaur (Bischof von Brixen) und Stephan Wenzl (Stifter) am Turm angebracht.
In Uttenheim (Gemeinde Gais) erinnert die Andrä-von-Wenzl-Straße an ein Mitglied der Familie.
Das ehemalige Kupferbergwerk in Prettau, heute Schaubergwerk und Teil des Südtiroler Landesmuseums Bergbau, zeigt in den Gängen noch das Wappen der Familie von Wenzl.

## Familienangehörige (Auswahl)
- Pankratius Wenzl – salzburgischer Pfleger auf Schloss Lengberg[12]
- Stephan Wenzl – ab 1577 Bürger und Handelsmann in Bruneck, Bürgermeister 1586[3]
- Andreas Wenzl – Besitzer mehrerer Brunecker Stadthäuser, geb. 1586[3]
- Johann Baptist von Wentzl – Dr. iur., Kanonikus in Salzburg und Brixen, Adelserhebung 1664[8]
- Bartlmä von Wenzl (1648–1680) – Unternehmer und Miteigentümer des Kupferbergwerks in Prettau, Mitbegründer des “Ahrner Handels” mit seiner Schwiegerfamilie Tannenberg[11]
- Stephan von Wenzl (1613–1681) – Mitfinanzierer der Renovierung der Rainkirche in Bruneck[9]
- Matthias von Wenzl (* 1994) – Südtiroler Lokalpolitiker (SVP), Ehemaliger Vorsitzender der Südtiroler HochschülerInnenschaft (SH) und Landtagskandidat[13][14][15][16]